# 多田羅りか
多田羅 りか（たたら りか、1982年（昭和57年）7月10日 - ）は日本のフリーアナウンサー。
香川県出身。血液型O型、蟹座。愛称は「たたりん」。

## 経歴
- 香川県立高松高等学校、 日本大学経済学部産業経営学科卒業。
- 女優の藤澤恵麻、北海道日本ハムファイターズの松家卓弘投手とは高校の同級生。
- 2003年度日大準ミス。
- 現在はフリーアナウンサー（圭三プロダクション所属）、スポーツキャスター、雑穀料理研究家として活動中である。
- 香川県出身のアナウンサーということから、2011年秋の「うどん県。それだけじゃない　香川県」記者発表会で司会に抜擢される（要潤等が出演）。

## 人物
- 兄弟：弟1人。
- 趣味：プロ野球観戦（スコアブック）、スポーツ観戦、下町散策、スイーツ、焼肉、もつ焼きの食べ歩き。
- 特技：クラシックバレエ（5歳から16年間）、料理、おいしいスイーツ探し、マッサージをする事、ローラ・源静香のモノマネ。
- 尊敬する人物：原辰徳、三浦知良。
- 幼児体育指導者検定2級・厚生労働省認定温泉入浴指導員・マイ穀プランナー 、ジュニアベジタブル&フルーツマイスターの資格を取得している。
- マイ穀プランナー（雑穀ソムリエ）の資格も取得。料理研究家としても、テレビ、ラジオなどに出演。

## 出演
- 学生向け雑誌「学天」で学天リポーター
- 雑誌「ビーズUP」（メイク専門誌） - 顔モデル
- やっぱりみなとぐぐっとGOOD（CATV） - リポーター
- 六大学野球中継（BS日テレ・日テレG+） - リポーター
- パ・リーグコレクション（ひかりTV） - アシスタント
- 第21回東京国際映画祭 事前特番（ひかりTV） - リポーター
- 朝は楽しく!スマイルサプリメント（TX） - リポーター
- 金曜たぶろっど!（CTC） - リポーター、MC
- 朝まるJUST（CTC） - リポーター
- 四季食彩（CATV） - リポーター
- 江東ワイドスクエア（CATV） - リポーター
- ビジネスブレイクスルー（CS） - MC
- 2007史上最大スポーツ大感謝FESTIVAL（TBS） - アシスタント
- オールスター感謝祭（TBS） - アシスタント
- かながわ旬菜ナビ（TVK） - 料理研究家として
- JA Fresh Market（FM YOKOHAMA） - 料理研究家として
- 「うどん県。それだけじゃない　香川県」記者発表会 - 司会
- EXILE（エグザイル）のメンバーUSAさん、絵本作家のぶみさんコラボによる絵本「ダンスアース」（木楽舎）発売記念読み聞かせイベント - 司会
- 連続ドラマW 正体 第3話（2022年3月26日、WOWOW）- アナウンサー 役
- やっぱりイタリア好き（2022年7月6日 - 、ミュージックバード） - アシスタント
- 明治薬品「ヘルスパンC錠2000」